# 穏座
穏座（おんのざ）とは、節会・大饗・釈奠の儀式後に開かれる宴席のこと。

## 概要
公式の宴席・勧杯である宴座に続いて開かれるもので、宴座から場所を移して行われ、内容も様々な作法があった宴座とは異なって略式で今日でいうところの「二次会」的な要素を持っていた。ただし、諒闇と重なった時には行われないこととされていた。飲食のみならず、参加者による管弦などの楽器演奏や詩の披露などが行われるなど、くつろいだ雰囲気の中で行われ、時には無礼講とされた。